# Rotceh Aguilar
Rotceh Américo Aguilar Rupay (Lima, Provincia de Lima, Perú, 12 de junio de 2001) es un futbolista peruano. Juega como lateral derecho y su equipo actual es el Club Alianza Atlético Sullana de la Liga 1 de Perú.

## Trayectoria

### Deportivo Municipal
Aguilar jugó para Esther Grande y Deportivo Municipal durante su etapa como juvenil. Consiguió su carrera profesional para el Deportivo Municipal en la Primera División peruana el 2 de marzo de 2019 contra el Deportivo Binacional. Aguilar jugó todo el partido como defensa central, que Municipal perdió 3-0. Hizo un total de cinco apariciones para el club en la temporada 2019.
En 2020 marcó su primer gol en el empate 1-1 frente a Sporting Cristal.

## Selección nacional
En el 2019, Aguilar fue convocado para la selección de fútbol sub-17 del Perú en varias ocasiones. En junio de 2020, Aguilar también fue convocado para la selección de fútbol sub-20 de Perú. Llegó al equipo final, que se anunció a fines de agosto de 2020.

## Clubes y estadísticas
Actualizado el 30 de octubre de 2021.
| Club                       | Temporada        | Div              | Liga  | Liga  | Copas nacionales | Copas nacionales | Copas internacionales | Copas internacionales | Total | Total |
| Club                       | Temporada        | Div              | Part. | Goles | Part.            | Goles            | Part.                 | Goles                 | Part. | Goles |
| -------------------------- | ---------------- | ---------------- | ----- | ----- | ---------------- | ---------------- | --------------------- | --------------------- | ----- | ----- |
| Deportivo Municipal · Perú | 2019             | 1ª               | 5     | 0     | 0                | 0                | 0                     | 0                     | 5     | 0     |
| Deportivo Municipal · Perú | 2020             | 1ª               | 16    | 1     | —                | —                | —                     | —                     | 16    | 1     |
| Deportivo Municipal · Perú | 2021             | 1ª               | 18    | 0     | 2                | 0                | —                     | —                     | 20    | 0     |
| Deportivo Municipal · Perú | 2022             | 1ª               | -     | -     | -                | -                | —                     | —                     | -     | -     |
| Deportivo Municipal · Perú | Total club       | Total club       | 39    | 1     | 2                | 0                | 0                     | 0                     | 41    | 1     |
| Total en carrera           | Total en carrera | Total en carrera | 39    | 1     | 2                | 0                | 0                     | 0                     | 41    | 1     |